# Dana Gillespie
Richenda Antoinette de Winterstein (Dana) Gillespie (Woking, 30 maart 1949) is een Brits actrice, zangeres en songwriter.
Vanaf haar tienerjaren is Gillespie betrokken geweest bij de opname van meer dan 45 albums, en verscheen in theaterproducties als Jesus Christ Superstar en een aantal films. Haar muziekstijl is in de loop der jaren verschoven van teen pop en folk in het begin van haar carrière, tot rock in de jaren 1970 en recentelijk de blues.

## Carrière

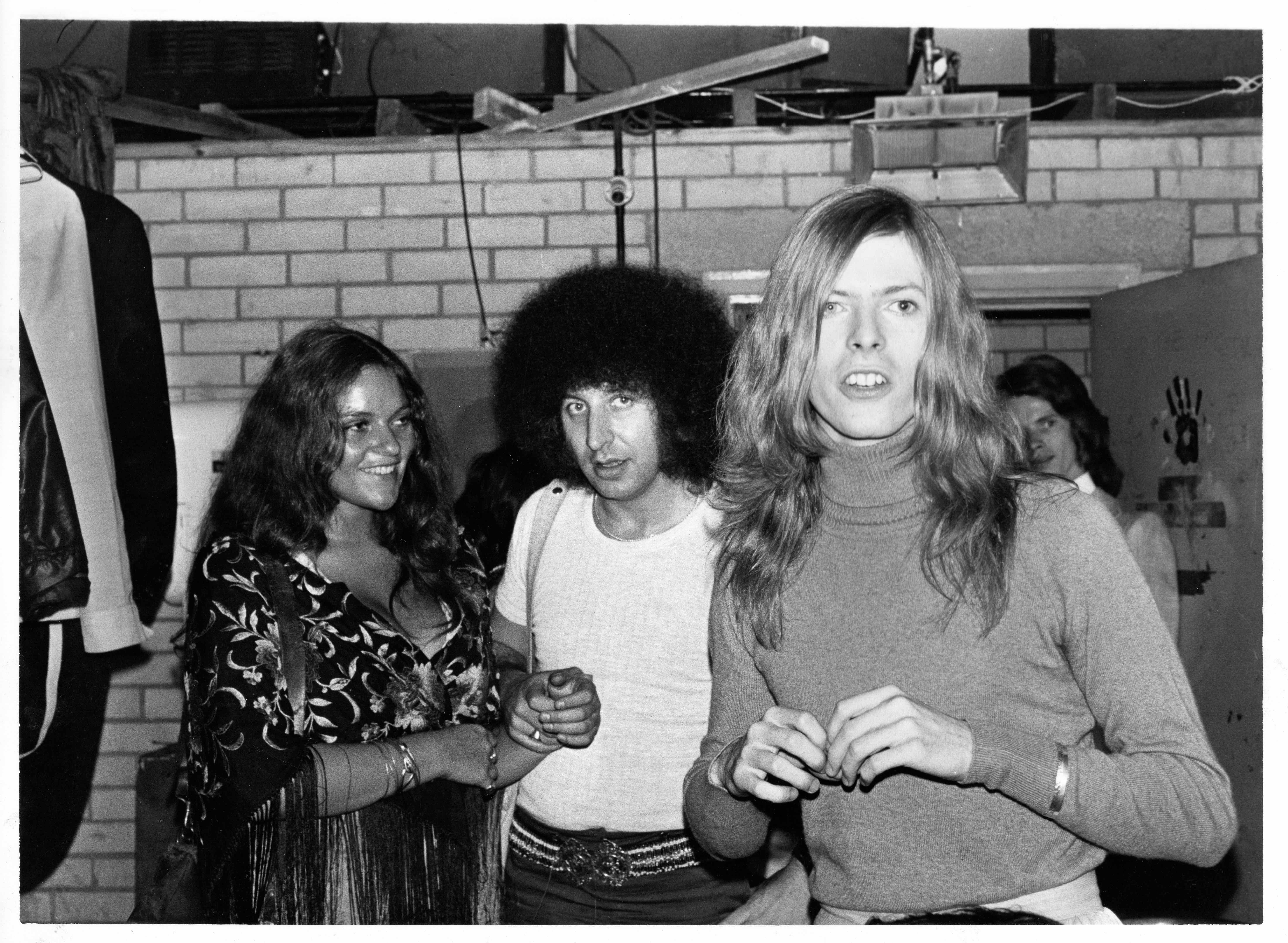
Dana Gillespie, hun manager Tony Defries en David Bowie, Andy Warhol's Pork in de Roundhouse van Londen, 1971.

Gillespie werd geboren in Woking in Surrey. Ze was 4 jaar Brits kampioen waterskiën junioren vanaf 1962.
Ze schreef aanvankelijk folk in het midden van de jaren 1960. Sommige van haar opnamen als tiener viel in de teen-pop-categorie, zoals haar single "Thank You Boy" uit 1965 geschreven door John Carter en Ken Lewis en geproduceerd door Jimmy Page. Haar acteercarrière kwam kort daarna van de grond en overschaduwde haar muzikale carrière in de late jaren 1960 en 1970. Na het voor haar rekening nemen van backing vocals op de track "It Ain 't Easy" van David Bowie's "The Rise and Fall of Ziggy Stardust and the Spiders from Mars", nam ze een album op dat geproduceerd werd door David Bowie en Mick Ronson in 1973, "Weren't Born a Man".
Volgende opnamen waren in het bluesgenre met de London Blues Band. Ze kreeg ook bekendheid als de  oorspronkelijke Maria Magdalena in de eerste Londense productie van Andrew Lloyd Webber en Tim Rice's "Jesus Christ Superstar" die in het Palace Theatre in 1972 in première ging. Ze stond ook op het Original Londen Cast Album.  Tijdens de jaren 1980 was Gillespie lid van de Oostenrijkse Mojo Blues Band.
Dana Gillespie is een volgeling van de Indiase spirituele goeroe Sri Sathya Sai Baba. Ze trad op op zijn Indiase ashram bij verschillende gelegenheden, en nam dertien bhajan-gebaseerde albums op in het Sanskriet.
Gillespie is organisator van het jaarlijkse 15-daagse bluesfestival in Basil's Bar op Mustique in het Caribisch gebied aan het eind van januari, nu in het achttiende jaar. De huisband is de London Blues Band, die bestaat uit Dino Baptiste (piano), Jake Zaitz (gitaar), Mike Paice (saxofoon), Jeff Walker (bas) en Evan Jenkins (drums), maar er zijn ook vele andere acts. In 2005 verscheen Mick Jagger als gast en zong liedjes zoals: "Honky Tonk Women", "Dust My Broom" en "Goin' Down". Ook vele andere bluesartiesten traden er door de jaren heen op zoals Big Joe Louis, Joe Louis Walker, Billy Branch, Shemekia Copeland, Ronnie Wood, Donald Fagen, Rolf Harris, Ian Siegal, Larry Garner, Eugene Bruggen, Big Jay McNeeley, Earl Green en Zach Prather.
- Bibliothèque nationale de France: cb141815156 (data)
- Gemeinsame Normdatei: 134385306
- International Standard Name Identifier: 0000 0001 1471 4969
- Library of Congress Control Number: n95114697
- MusicBrainz: 6e2c544b-7987-4e32-97c4-035930167b3e
- Nederlandse Thesaurus van Auteursnamen: 097830712
- Virtual International Authority File: 44509540
- WorldCat: E39PBJgxvC6KXTgrkp39XDBHG3